# 偽証 (1995年の映画)
偽証（ぎしょう、原題：Above Suspicion）は、1995年のアメリカ合衆国のテレビ映画。監督はスティーブン・シャクター、出演はクリストファー・リーヴ、キム・キャトラル、ジョー・マンテーニャなど。
本作でリーヴは下半身不随の男を演じるが、この作品が公開された6日後に落馬事故を起こし、脊髄損傷で実際に下半身不随となった。

## あらすじ
サンディエゴ警察に勤める刑事デンプシーは、捜査の為に突入した部屋で銃弾を食らい下半身不随になった事で退職を余儀なくされる。更にデンプシーの弟ニックと妻のゲイルの不倫にも気づいた彼は、二人に「自分を殺して保険金を受け取ってほしい」と家に二人を呼び寄せて殺害。デンプシーは警察に正当防衛を主張するが、ただ一人、刑事仲間のアランだけは彼に疑問を抱いていた。

## キャスト
- デンプシー：クリストファー・リーヴ（小杉十郎太）
- ニック：エドワード・カー（家中宏）
- アラン・ラインハート：ジョー・マンテーニャ（小室正幸）
- ゲイル：キム・キャトラル
- プロス・アティ・シュルツ：ウィリアム・Ｈ・メイシー
- エンリケ：ジェフリー・リバス
- アイリス：フィノラ・ヒューズ
- 署長：ロン・カナダ（島香裕）
- アティ・ウォレス：ナタリヤ・ノグリッチ
- ランディ：クラーク・グレッグ
- シド：マーティ・レヴィ
- ハンク：J・J・ジョンストン
- デーモン・ケイン：ブレイク・フォスター
- ローラ：ジョアンナ・マイルズ
- ホルヘ・デ・ラパス：フランク・メドラノ